# Krusty
Krusty the Clown is een personage uit de animatieserie The Simpsons. Zijn stem wordt gedaan door Dan Castellaneta.
Krusty is een clown en de presentator van een kinderprogramma. Bart en Lisa Simpson zijn grote fans van hem.
Krusty is een van de weinige personages buiten de vijf hoofdleden van de familie Simpson die al werd geïntroduceerd in de korte filmpjes van The Tracey Ullman Show.

## Naam
Over Krusty’s echte naam bestaat onduidelijkheid. Momenteel is zijn naam Herschel Pinkus Yerucham Krustofski
(Hebreeuws: הרשל פינקוס ירוחם קרוסטופסקי).Oorspronkelijk was zijn naam Herschel Schmoikel Krustofski (הרשל שמויקל קרוסטופסק), maar hij veranderde dit in de aflevering "Today I Am a Clown". Mogelijk is zijn volledige naam Herschel Schmoekel Pinkus Yerucham Krustofski.

## Inspiratie
Het personage is deels geïnspireerd door de echte clown "Rusty Nails", waar Simpsons bedenker Matt Groening naar keek als kind.
Castellaneta baseerde de stem van Krusty op Chicago televisielegende Bob Bell, die Bozo the Clown speelde van 1960 tot 1984.
Krusty is tevens een parodie op de clown Ronald McDonald, daar hij net als Ronald een eigen keten van fastfood restaurants heeft; de Krusty Burger. Krusty’s gedrag als hij niet gefilmd wordt, vooral hoe hij de medewerkers van zijn show behandelt, is gebaseerd op David Letterman door ex-Late Night schrijvers.
Ten slotte was Homer Simpson zelf een inspiratiebron voor Krusty. Krusty heeft grotendeels dezelfde lichaamsbouw als Homer, waardoor hij feitelijk lijkt op Homer in een clownskostuum. Dit werd bewezen in de aflevering "Homie the Clown". Oorspronkelijk was het ook Matt Groening's bedoeling dat Krusty en Homer een en hetzelfde personage zouden blijken te zijn, omdat Homer buiten weten van zijn familie om stiekem als clown op zou treden. Dit plan werd echter uiteindelijk geschrapt.

## Biografie
Over Krusty’s biografie bestaan in de serie een paar tegenstrijdigheden, vooral omtrent zijn leeftijd. In "Day of the Jackanapes" maakte Krusty het einde van zijn carrière bekend, die volgens hem 61 jaar had geduurd. Dit zou inhouden dat hij inmiddels ergens tussen de 70 en 80 is.
De aflevering "Like Father, Like Clown" onthulde meer over Krusty’s verleden. Volgens deze aflevering werd hij geboren in Herschel Schmoeckel Krustofski en is van Joodse afkomst. Krusty is een derde generatie Amerikaan. In 1902 verliet Krusty’s grootvader Zeev Krustofski Rusland en kwam naar de Verenigde Staten. Zijn zoon Hyman Krustofski werd een Orthodoxe rabbijn en de leider van hun gemeente. Hyman wilde dat zijn zoon in zijn voetsporen zou treden. Krusty wilde echter een clown worden en mensen laten lachen. Dit maakte dat zijn vader hem in de steek liet. Tientallen jaren later werd Krusty herenigd met zijn vader dankzij Bart en Lisa.
Later werd bekend dat Krusty nooit een bar mitswa dienst heeft gehad, en dus volgens Joodse wetten nog een kind is. Krusty hield later alsnog de bar mitswa.
Krusty begon zijn carrière als een mimespeler op straat in Tupelo, Mississippi. Hij trad daarna op in verschillende shows. In de jaren 50 werd hij echter voor 10 jaar verbannen uit de showbizz omdat hij "pants" zei op de radio. In de jaren 60 kreeg hij zijn eigen show, The Krusty the Klown Show. Tegen de jaren 80 had de show zich volledig ontwikkeld tot de kindershow die het nu is.
Hoewel hij terugkeerde naar Springfield om daar zijn show te gaan produceren, was Krusty nog altijd een prominente beroemdheid die bevriend was met veel sterren. Hij werd al snel een multimiljonair, vooral door merchandising gebaseerd op zijn show. In de wereld van de Simpsons zijn er allerlei Krusty spullen te krijgen, zelfs zijn eigen documenten. Deze producten waren echter niet altijd even betrouwbaar, en hebben Krusty dan ook geregeld een rechtszaak opgeleverd.
Krusty wordt bij zijn show geregeld geholpen door assistenten genaamd "Sideshows". Een van hen, Sideshow Bob, probeerde Krusty een roofoverval in de schoenen te schuiven. Bart ontmaskerde hem echter. Nadien is Sideshow Bob een aartsvijand geworden van zowel Bart als Krusty.
Krusty is een hardwerkende entertainer die in zijn leven al de nodige problemen heeft gehad. Vrijwel altijd hielpen de Simpson kinderen hem er weer bovenop. Zijn show werd meerdere malen stopgezet. Ook kondigde Krusty een paar maal zijn pensioen aan, maar kon het toch niet over zijn hart verkrijgen om werkelijk te stoppen.
Krusty’s humor is vooral op kinderen gericht, en bevat derhalve veel slapstick elementen.

## Krusty's Marketing
Krusty heeft een grote marketing opgezet naar aanleiding van zijn show. Een paar noemenswaardige onderdelen zijn:
- Krusty Burger, een fastfood keten.
- Krusty-O's ontbijtgranen, compleet met een speeltje in elke doos.
- Pratende Krusty poppen.
- Krusty beddengoed.
- Krusty’s thuis zwangerschapstest.
- Krusty varkensvleesproducten.
- Krusty's Kids Dagopvang